# ويليام ميلفيل الكسندر
ويليام ميلفيل الكسندر هو طيار بطل كندي، ولد في 8 نوفمبر 1897 في تورونتو في كندا، وتوفي في 4 أكتوبر 1988.